# Ian Turner
Pour les articles homonymes, voir Turner.
Ian Turner, né le 11 mai 1925 à Oakland (Californie) et mort le 11 octobre 2010 dans la même ville, est un rameur d'aviron américain.

## Carrière
Ian Turner participe aux Jeux olympiques de 1948 à Londres et remporte la médaille d'or en huit, avec Ralph Purchase, son frère David Turner, James Hardy, George Ahlgren, Lloyd Butler, David Brown, Justus Smith et John Stack.